# Colonia de Coro
Colonia de Coro är en ort i Mexiko.   Den ligger i kommunen Zinapécuaro och delstaten Michoacán de Ocampo, i den södra delen av landet, 190 km väster om huvudstaden Mexico City. Colonia de Coro ligger 1 850 meter över havet och antalet invånare är 389.
Terrängen runt Colonia de Coro är huvudsakligen platt, men österut är den kuperad. Runt Colonia de Coro är det ganska tätbefolkat, med 86 invånare per kvadratkilometer. Närmaste större samhälle är Zinapécuaro, 8,6 km öster om Colonia de Coro. Trakten runt Colonia de Coro består till största delen av jordbruksmark.